# 花尾城
花尾城（はなおじょう）は、福岡県北九州市八幡西区にあった日本の城。本丸は標高351メートルの花尾山山頂に位置する。

## 沿革
建久5年（1194年）、麻生氏の祖・宇都宮重業によって築城された。
文明10年（1478年）、麻生家信（家延）と弘家（ひろいえ）との家督争いに大内政弘が介入、篭城する家信を攻めたが3年間落城させられず、和議により家信は遠賀荘を得て岡城へ退き、弘家が城主となる。
その後、城主の麻生弥五郎なる人物（詳細不詳）を追放した大内義隆が奪うが、城主となった相良武任が天文20年（1551年）の陶隆房（陶晴賢）の反乱（大寧寺の変）により殺害されると再び麻生氏に帰し、麻生鎮里（しげさと、家信の子、元・水晶城主）が城主となる。しかし鎮里は、永禄10年（1567年）、対立していた一族の麻生隆実（たかざね、遠賀郡山鹿城主）と戦うも、宗像氏貞の支援を得た隆実に敗れ、城を出て薩摩の島津氏の許へ逃れた。
天正14年（1586年）、豊臣秀吉の九州征伐で、麻生家氏（いえうじ、隆実の子とされる）は降伏して筑後へ所替えになり、小早川隆景の領有となって廃城になった。
現在は花尾山城公園として整備され、竪堀、石塁、井戸跡などの遺構が見られる。黒崎駅前にあった想像模型は、北九州市立八幡西図書館前に移動された。市内の龍潜寺には戦死者供養碑がある。
また、市の指定無形民俗文化財である「前田の盆踊」は、明応年間（1492年～1501年）に大内氏に攻められた際の、戦死者供養として始められたと伝わる。

## 構造
大小12郭から成る、連郭式山城。

## 所在地・アクセス
北九州市八幡西区大字熊手
- 西鉄黒崎バスセンター から西鉄バス、「花尾城東登山口」下車、遊歩道徒歩20分。